# Contea di Vernon (Missouri)
La contea di Vernon in inglese Vernon County è una contea dello Stato del Missouri, negli Stati Uniti. La popolazione al censimento del 2000 era di 20 454 abitanti. Il capoluogo di contea è Nevada
Nella cittadina di Eve è nata l'attrice Alice Ghostley (1924-2007).